# Tití de Marca
El tití de Marca (Mico marcai) és una espècie de primat de la família dels cal·litríquids que viu al Brasil.